# Popillia minuta
Popillia minuta är en skalbaggsart som beskrevs av Hope 1831. Popillia minuta ingår i släktet Popillia och familjen Rutelidae. Inga underarter finns listade i Catalogue of Life.